# 谷野勝明
谷野 勝明（やの かつあき、1952年 - ）は日本の経済学者。商学博士。川崎市出身。

## 経歴
- 1989年 - 中央大学大学院商学研究科博士課程修了、商学博士。
- 1995年 - 関東学院大学経済学部助教授
- 2005年 - 同教授
- 2023年 - 同定年退職

## 主張
マルクス恐慌理論の研究者である。近年、「”恐慌の運動論”の発見」などを唱える不破哲三に対して、厳しい批判を展開している。

## 主著
- 『経済科学の生成』（1991年、時潮社）
- 『再生産・蓄積論草稿の研究』（2015年、八朔社）